# Paxillogaster luteus
Paxillogaster là một chi nấm thuộc họ Boletaceae. Là một chi đơn loài, nó chứa loài duy nhất Paxillogaster luteus.